# Back to the L.A.B. (Lyrical Ass Beating)
Albums de KRS-One
Playlist: The Very Best of KRS-One
(2010) The Just-Ice and KRS-One EP, Vol. 1
(2010)
Back to the L.A.B. (Lyrical Ass Beating) est un EP de KRS-One, sorti le 12 mai 2010.

## Liste des titres
| No | Titre        | Durée |
| -- | ------------ | ----- |
| 1. | Who Da Best  | 2:48  |
| 2. | Omni Hood    | 3:13  |
| 3. | Wolf         | 3:12  |
| 4. | Show Shocked | 3:40  |
| 5. | Never Afraid | 2:19  |
| 6. | Tek Nology   | 1:59  |